# Іванов Михайло Федорович (зоотехнік)
Миха́йло Фе́дорович Івано́в (20 вересня 1871, Ялта — 29 жовтня 1935, Москва) — радянський вчений у галузі тваринництва, селекціонер, Академік Всесоюзної академії сільськогосподарських наук імені Леніна (1935).

## Біографія
Закінчив Харківський ветеринарний інститут у 1897. У цьому ж році працював дільничим лікарем в Орловській губернії. У 1898 ознайомився з тваринництвом Нідерландів, Швейцарії, Італії, прослухав курс лекцій на сільськогосподарському відділі Цюрихського політехнічного інституту.
У 1900—1913 рр. — доцент, потім професор Харківського ветеринарного інституту.
З 1914 до кінця життя — професор Московського сільськогосподарського інституту. В 1926—1930 рр. — професор Московського зоотехнічного інституту і професор Московського інституту вівчарства. У 1935 обраний членом Центрального Виконавчого Комітету СРСР.
У 1934-1935 був науковим співробітником Інституту зоології та біології ВУАН.
За пропозицією Іванова в 1925 була організована зоотехнічна дослідницька станція і племінна станція в «Асканії-Новій», Херсонська область, якою він завідував до кінця життя.

## Науковий внесок
Іванов запропонував науковообґрунтовану методику і систему заходів для виведення нових і удосконалення наявних порід овець. Він вивів асканійську породу тонкорунних овець і українську степову білу породу свиней, а також почав роботу по виведенню нових порід овець типу корріделів, гірського меріноса і плодовитої каракульської породи овець. Іванов відкрив ряд факторів утворення і розвитку різних ознак, а також якостей каракульського смушка і розробив наукову класифікацію смушків, яка стала основою оцінки і сучасної системи племінної роботи по розведенню каракульських овець. Іванов — один із засновників зоотехнічної дослідницької роботи в СРСР.
У своїх наукових працях Іванов підкреслював величезну роль факторів годування і усього комплексу умов розведення тварин для отримання від них бажаної продуктивності.

## Пам'ять
З 1940 ім'я Михайла Іванова носить Інститут тваринництва степових районів ім. М. Ф. Іванова «Асканія-Нова» — Національний науковий селекційно-генетичний центр з вівчарства.
У 1968 заснована золота медаль імені М. Ф. Іванова, яку присуджувала Всесоюзна академія сільськогосподарських наук імені Леніна.